# John Baston
John Baston (* um 1685; † um 1740) war ein englischer Komponist und Flötist und Cellist des Spätbarock.

## Leben
John Baston hatte mit seinem Bruder Thomas, einem Geiger und Flötisten, Anstellung an Stationers’ Hall (1708–1714), an Coachmakers’ Hall (1722–1733), außerdem wurde er als Musiker am Drury Lane Theater erwähnt. Als sein wichtigstes Instrument gilt die Blockflöte. Die einzigen Kompositionen Bastons, die erhalten blieben, sind seine „Six Concertos in Six Parts for Violins and Flutes“ von 1729, die wieder in Neuausgaben erhältlich sind. Sein Kompositionsstil war temperamentvoll, er verwendete in seinen Werken einfache, aber gefällige Harmonien. 1739 gehörte Baston zu den Gründungsmitgliedern der Society of Musicians.